# جزیره بالوان
جزیره بالوان (به لاتین: Baluan Island) یک آتشفشان و جزیره در پاپوآ گینه نو است که در استان مأنوس واقع شده‌است. جزیره بالوان ۱٬۹۱۰ نفر جمعیت دارد.